# گرفن (مکلنبورگ-فورپومرن)
گرفن (به آلمانی: Greven) یک شهر در آلمان است که در لودویگسلوست-پارشیم واقع شده‌است. گرفن ۸۳۲ نفر جمعیت دارد.